# Inline-Speedskating-Junioren-Weltmeisterschaften

FIRS-Logo

Die Inline-Speedskating-Junioren-Weltmeisterschaften sind das jährlich stattfindende Großereignis für Junioren-Speedskater. Als Junior gilt man, wenn das 18. Lebensjahr bis zum 31. Dezember des laufenden Jahres noch nicht erreicht ist. Die Junioren-Weltmeisterschaften werden vom Rollsport-Weltverband Fédération Internationale de Roller Sports – FIRS vergeben und überwacht. Die Meisterschaften finden parallel zu den Weltmeisterschaften der Aktiven-Altersklasse (Senior) statt.

## Junioren-Weltmeisterschaften 1999
Die Junioren-Weltmeisterschaften wurden im chilenischen Santiago de Chile ausgetragen. Die Wettkämpfe fanden vom 23. September bis 3. Oktober 1999 statt. − Siehe auch: Weltmeisterschaften 1999

### Juniorinnen
| Distanz              | Gold                | Silber                | Bronze           |
| Bahn                 | Bahn                | Bahn                  | Bahn             |
| -------------------- | ------------------- | --------------------- | ---------------- |
| 0300 m Einzelsprint  | Berenice Moreno     | Estelene Frakes       | Amaike Lugea     |
| 0500 m Sprint        | Berenice Moreno     | Carolina Santibañez   | Maria Laura Orru |
| 01000 m Sprint       | Hsiao-Han Hung      | Giovanna Turchiarelli | Berenice Moreno  |
| 05000 m Punkte       | Silvia Niño         | Diana Solis           | Ailin Kogan      |
| 10000 m Punkte-Auss. | Carolina Santibañez | Elena Ciavattini      | Diana Solis      |
| 15000 m Ausscheidung | Carolina Santibañez | Elena Ciavattini      | Marta Miele      |

### Junioren
| Distanz              | Gold            | Silber         | Bronze           |
| Bahn                 | Bahn            | Bahn           | Bahn             |
| -------------------- | --------------- | -------------- | ---------------- |
| 0300 m Einzelsprint  | Jose Guzman     | Jason Husk     | Claudio Lombardi |
| 0500 m Sprint        | Jose Guzman     | Jason Husk     | Thomas Boucher   |
| 01000 m Sprint       | Luca Saggiorato | Jose Guzman    | Francois Huguen  |
| 05000 m Punkte       | Matteo Amabili  | Harry Vogel    | Adam Miller      |
| 10000 m Punkte-Auss. | Matteo Amabili  | Matteo Poletti | Pierre Garand    |
| 15000 m Ausscheidung | Matteo Amabili  | Harry Vogel    | Shaun Thompson   |

## Junioren-Weltmeisterschaften 2000
Die Junioren-Weltmeisterschaften wurden im kolumbianischen Barrancabermeja ausgetragen. Die Wettkämpfe gingen bis zum 6. August 2000. − Siehe auch: Weltmeisterschaften 2000

### Juniorinnen
| Distanz              | Gold                                                    | Silber                | Bronze                |
| Bahn                 | Bahn                                                    | Bahn                  | Bahn                  |
| -------------------- | ------------------------------------------------------- | --------------------- | --------------------- |
| 0300 m Einzelsprint  | Sophie Muir                                             | Giovanna Turchiarelli | Sandra Martinez       |
| 0500 m Sprint        | Cecilia Baena                                           | Carolina Santibañez   | Sandra Martinez       |
| 01000 m Sprint       | Cecilia Baena                                           | Leslie Armijo         | Giovanna Turchiarelli |
| 05000 m Staffel      | Kolumbien Cecilia Baena Leidy Alvarado Angela Rodriguez | Chile                 | Argentinien           |
| 05000 m Punkte       | Carolina Santibañez                                     | Ailin Kogan           | Michelle Hogsten      |
| 10000 m Punkte-Auss. | Carolina Santibañez                                     | Ana Corrales          | Ailin Kogan           |
| 15000 m Ausscheidung | Carolina Santibañez                                     | Ailin Kogan           | Marcela Muñoz         |
| Straße               |                                                         |                       |                       |
| 0300 m Einzelsprint  | Sophie Muir                                             | Sandra Martinez       | Estelene Frakes       |
| 0500 m Sprint        | Cecilia Baena                                           | Estelene Frakes       | Sophie Muir           |
| 01000 m Sprint       | Sandra Martinez                                         | Cecilia Baena         | Cladys Stranges       |
| 05000 m Punkte       | Carolina Santibañez                                     | Ailin Kogan           | Angela Rodriguez      |
| 10000 m Punkte-Auss. | Ailin Kogan                                             | Leidy Alvarado        | Melisa Bonnet         |
| 15000 m Ausscheidung | Carolina Santibañez                                     | Melisa Bonnet         | Angela Rodriguez      |
| Langstrecke          |                                                         |                       |                       |
| 42195 m Marathon     | [[\|]]                                                  | [[\|]]                | [[\|]]                |

### Junioren
| Distanz              | Gold             | Silber            | Bronze           |
| Bahn                 | Bahn             | Bahn              | Bahn             |
| -------------------- | ---------------- | ----------------- | ---------------- |
| 0300 m Einzelsprint  | Luca Saggiorato  | Jose Guzman       | Alejandro Aljure |
| 0500 m Sprint        | Jose Guzman      | Luca Saggiorato   | Claudio Lombardi |
| 05000 m Staffel      | Chile            | Italien           | Kolumbien        |
| 05000 m Punkte       | Jordan Malone    | Shaun Thompson    | Steven Krawulski |
| 10000 m Punkte-Auss. | Steven Krawulski | Matteo Amabili    | Jordan Malone    |
| 15000 m Ausscheidung | Matteo Amabili   | Shaun Thompson    | Jordan Malone    |
| Straße               |                  |                   |                  |
| 0300 m Einzelsprint  | Luca Saggiorato  | Alejandro Aljure  | Jose Guzman      |
| 0500 m Sprint        | Alejandro Aljure | Claudio Lombardi  | Jose Guzman      |
| 01000 m Sprint       | Scott Arlidge    | Jose Guzman       | Luca Saggiorato  |
| 05000 m Punkte       | Shaun Thompson   | Matteo Poletti    | David Siano      |
| 10000 m Punkte-Auss. | Steven Krawulski | Shaun Thompson    | Mauricio Estrada |
| 15000 m Ausscheidung | Steven Krawulski | Shaun Thompson    | Matteo Amabili   |
| Langstrecke          |                  |                   |                  |
| 42195 m Marathon     | Wen-Chin Pan     | Matthew Halbreich | Juan Barrio      |

## Junioren-Weltmeisterschaften 2001
Die Junioren-Weltmeisterschaften wurden im französischen Valence d’Agen ausgetragen. Die Wettkämpfe fanden vom 8. bis 16. September 2001 statt. − Siehe auch: Weltmeisterschaften 2001

### Juniorinnen
| Distanz              | Gold                                                           | Silber                                                      | Bronze                                                   |
| Bahn                 | Bahn                                                           | Bahn                                                        | Bahn                                                     |
| -------------------- | -------------------------------------------------------------- | ----------------------------------------------------------- | -------------------------------------------------------- |
| 0300 m Einzelsprint  | Solange Franklin                                               | Cecilia Baena                                               | Kelly Martinez                                           |
| 0500 m Sprint        | Cecilia Baena                                                  | Brigitte Mendez                                             | Estefania Fasinato                                       |
| 01000 m Sprint       | Cecilia Baena                                                  | Kelly Martinez                                              | Kimberly Derrick                                         |
| 05000 m Staffel      | Vereinigte Staaten Kimberly Derrick Kelly Gunther Mandi Howard | Argentinien Melisa Bonnet Natalia Artero Estefania Fasinato | Frankreich Caroline Boué Sabine Piriou Laetitia Le Bihan |
| 05000 m Punkte       | Carolina Santibañez                                            | Kimberly Derrick                                            | Melisa Bonnet                                            |
| 10000 m Punkte-Auss. | Melisa Bonnet                                                  | Kimberly Derrick                                            | Leidy Alvarado                                           |
| 15000 m Ausscheidung | Kimberly Derrick                                               | Melisa Bonnet                                               | Carolina Santibañez                                      |
| Straße               |                                                                |                                                             |                                                          |
| 0300 m Einzelsprint  | Erika Zanetti                                                  | Solange Franklin                                            | He-Jin Ko                                                |
| 0500 m Sprint        | Cecilia Baena                                                  | Brigitte Mendez                                             | Erika Zanetti                                            |
| 01000 m Sprint       | Kimberly Derrick                                               | Cecilia Baena                                               | Ann Thijs                                                |
| 05000 m Punkte       | Chae-Yi Kuok                                                   | Carolina Santibañez                                         | Caroline Boué                                            |
| 10000 m Punkte-Auss. | Leidy Alvarado                                                 | Chae-Yi Kuok                                                | Sonia Galeano                                            |
| 15000 m Ausscheidung | Kimberly Derrick                                               | Melisa Bonnet                                               | Sonia Galeano                                            |
| Langstrecke          |                                                                |                                                             |                                                          |
| 42195 m Marathon     | Nadine Gloor                                                   | Ann Thijs                                                   | Brigitte Mendez                                          |

### Junioren
| Distanz              | Gold                                                             | Silber                                                      | Bronze                                               |
| Bahn                 | Bahn                                                             | Bahn                                                        | Bahn                                                 |
| -------------------- | ---------------------------------------------------------------- | ----------------------------------------------------------- | ---------------------------------------------------- |
| 0300 m Einzelsprint  | Claudio Lombardi                                                 | Jordan Malone                                               | Carlo Polese                                         |
| 0500 m Sprint        | Claudio Lombardi                                                 | Jordan Malone                                               | Julien Despaux                                       |
| 01000 m Sprint       | Jordan Malone                                                    | Ariza Anderson                                              | Luis Fernando Gomez                                  |
| 10000 m Staffel      | Vereinigte Staaten Jordan Malone Anthony Lobello Steve Krawulski | Frankreich Julien Despaux Matthieu Flourens Lionel Maillard | Italien Mauro Casu Pasqualino Magnano Andrea Zanetti |
| 05000 m Punkte       | Jordan Malone                                                    | Shaun Thompson                                              | Mauro Casu                                           |
| 10000 m Punkte-Auss. | Steve Krawulski                                                  | Jordan Malone                                               | Felipe Mora                                          |
| 15000 m Ausscheidung | Jordan Malone                                                    | Shaun Thompson                                              | Geung-Seong Son                                      |
| Straße               |                                                                  |                                                             |                                                      |
| 0300 m Einzelsprint  | Matthias Schwierz                                                | Carlo Polese                                                | Claudio Lombardi                                     |
| 0500 m Sprint        | Jordan Malone                                                    | Anthony Lobello                                             | Claudio Lombardi                                     |
| 01000 m Sprint       | Jordan Malone                                                    | Luis Fernando Gomez                                         | Steve Krawulski                                      |
| 05000 m Punkte       | Steve Krawulski                                                  | Shaun Thompson                                              | Blasco Majorano                                      |
| 10000 m Punkte-Auss. | Shaun Thompson                                                   | Matthieu Flourens                                           | Steve Krawulski                                      |
| 15000 m Ausscheidung | Jordan Malone                                                    | Shaun Thompson                                              | Matthieu Flourens                                    |
| Langstrecke          |                                                                  |                                                             |                                                      |
| 42195 m Marathon     | Mauro Casu                                                       | Wen-Chin Pan                                                | Lionel Maillard                                      |

## Junioren-Weltmeisterschaften 2002
Die Junioren-Weltmeisterschaften wurden im belgischen Ostende ausgetragen. Die Wettkämpfe fanden vom 22. bis 26. August 2002 statt. − Siehe auch: Weltmeisterschaften 2002

### Juniorinnen
| Distanz              | Gold           | Silber             | Bronze            |
| Bahn                 | Bahn           | Bahn               | Bahn              |
| -------------------- | -------------- | ------------------ | ----------------- |
| 0300 m Einzelsprint  | Kelly Martinez | Erika Zanetti      | Cecilia Baena     |
| 0500 m Sprint        | Cecilia Baena  | Kelly Martinez     | Erika Zanetti     |
| 01000 m Sprint       | Cecilia Baena  | Brittany Bowe      | Kelly Martinez    |
| 05000 m Punkte       | Chae-Yi Kuok   | Melisa Bonnet      | Hyo-Sook Woo      |
| 05000 m Staffel      | Kolumbien      | Vereinigte Staaten | Taiwan            |
| 10000 m Punkte-Auss. | Chae-Yi Kuok   | Liana Holguin      | Simona Di Eugenio |
| 15000 m Ausscheidung | Kelly Martinez | Chae-Yi Kuok       | Melisa Bonnet     |
| Langstrecke          |                |                    |                   |
| 42195 m Marathon     | Cecilia Baena  | Kelly Martinez     | Angela Rodriguez  |

### Junioren
| Distanz              | Gold             | Silber           | Bronze                                                   |
| Bahn                 | Bahn             | Bahn             | Bahn                                                     |
| -------------------- | ---------------- | ---------------- | -------------------------------------------------------- |
| 0300 m Einzelsprint  | Anderson Ariza   | Joey Mantia      | Andrea Zanetti                                           |
| 0500 m Sprint        | Joey Mantia      | Terrence Allmond | Juan Nayib Tobon                                         |
| 01000 m Sprint       | Terrence Allmond | Joey Mantia      | Toni Deubner                                             |
| 05000 m Punkte       | Geung-Seong Son  | Shaun Thompson   | Joey Mantia                                              |
| 05000 m Staffel      | Italien          | Kolumbien        | Deutschland Toni Deubner Clemens Rubick Sebastian Rönsch |
| 07500 m Punkte-Auss. | Shaun Thompson   | Kolumbien        | Claudio Gutierrez                                        |
| 15000 m Ausscheidung | Shaun Thompson   | Geung-Seong Son  | Claudio Gutierrez                                        |
| Langstrecke          |                  |                  |                                                          |
| 42195 m Marathon     | Joey Mantia      | Shaun Thompson   | Juan Nayib Tobon                                         |

## Junioren-Weltmeisterschaften 2003
Aufgrund der SARS-Epidemie in China wurde die Junioren-Weltmeisterschaft in Suzhou nach 2005 verschoben. Der Neue Austragungsort der Junioren-Weltmeisterschaften wurde an das venezolanische Barquisimeto vergeben. Die Wettkämpfe fanden vom 2. bis 9. November 2003 statt. − Siehe auch: Weltmeisterschaften 2003

### Juniorinnen
| Distanz              | Gold           | Silber            | Bronze             |
| Bahn                 | Bahn           | Bahn              | Bahn               |
| -------------------- | -------------- | ----------------- | ------------------ |
| 0300 m Einzelsprint  | Brittany Bowe  | Kelly Martinez    | Cecilia Baena      |
| 0500 m Sprint        | Cecilia Baena  | Nicoletta Falcone | Jin-Seon Lim       |
| 01000 m Sprint       | Cecilia Baena  | Brittany Bowe     | Kelly Martinez     |
| 05000 m Staffel      | Kolumbien      | Taiwan            | Vereinigte Staaten |
| 10000 m Punkte-Auss. | Kelly Martinez | Chae-Yi Kuok      | Catherine Penan    |
| 15000 m Ausscheidung | Kelly Martinez | Cecilia Baena     | Catherine Penan    |
| Straße               |                |                   |                    |
| 0200 m Einzelsprint  | Denise Traini  | Nicoletta Falcone | Cecilia Baena      |
| 0500 m Sprint        | Cecilia Baena  | Jercy Puello      | Nicoletta Falcone  |
| 10000 m Staffel      | Kolumbien      | Taiwan            | Chile              |
| 05000 m Punkte       | Cecilia Baena  | Kelly Martinez    | Catherine Penan    |
| 20000 m Ausscheidung | Kelly Martinez | Catherine Penan   | Chae-Yi Kuok       |
| Langstrecke          |                |                   |                    |
| 42195 m Marathon     | Cecilia Baena  | Kelly Martinez    | Liana Holguin      |

### Junioren
| Distanz              | Gold               | Silber             | Bronze           |
| Bahn                 | Bahn               | Bahn               | Bahn             |
| -------------------- | ------------------ | ------------------ | ---------------- |
| 0300 m Einzelsprint  | Joey Mantia        | Camilo Orozco      | Saro Gulisano    |
| 0500 m Sprint        | Joey Mantia        | Shun-Wen Lai       | Jorge Cifuentes  |
| 01000 m Sprint       | Joey Mantia        | Joshua Lose        | Aaron Lawson     |
| 05000 m Staffel      | Vereinigte Staaten | Kolumbien          | Chile            |
| 10000 m Punkte-Auss. | Alexis Contin      | Joey Mantia        | Fabio Francolini |
| 15000 m Ausscheidung | Joey Mantia        | Anderson Ariza     | Fabio Francolini |
| Straße               |                    |                    |                  |
| 0200 m Einzelsprint  | Joey Mantia        | Camilo Orozco      | Saro Gulisano    |
| 0500 m Sprint        | Joey Mantia        | Camilo Orozco      | William Bowen    |
| 10000 m Staffel      | Taiwan             | Vereinigte Staaten | Kolumbien        |
| 05000 m Punkte       | Joey Mantia        | Alexis Contin      | Fabio Francolini |
| 20000 m Ausscheidung | Joey Mantia        | Alexis Contin      | Anderson Ariza   |
| Langstrecke          |                    |                    |                  |
| 42195 m Marathon     | Joey Mantia        | Alexis Contin      | Fabio Francolini |

## Junioren-Weltmeisterschaften 2004
Die Junioren-Weltmeisterschaften wurden im italienischen L’Aquila, Sulmona und Pescara ausgetragen. Die Wettkämpfe fanden vom 4. bis 11. September 2004 statt. − Siehe auch: Weltmeisterschaften 2004

### Juniorinnen
| Distanz              | Gold                                                              | Silber                                                | Bronze                                          |
| Bahn                 | Bahn                                                              | Bahn                                                  | Bahn                                            |
| -------------------- | ----------------------------------------------------------------- | ----------------------------------------------------- | ----------------------------------------------- |
| 0300 m Einzelsprint  | Brittany Bowe                                                     | Jercy Puello                                          | Nicole Begg                                     |
| 0500 m Sprint        | Jercy Puello                                                      | Brittany Bowe                                         | Nicole Begg                                     |
| 01000 m Sprint       | Jercy Puello                                                      | Brittany Bowe                                         | Nicole Begg                                     |
| 05000 m Staffel      | Vereinigte Staaten Brittany Bowe Kelly Gunther Amber Yarborough   | Südkorea Chae-Yi Kuok Cho-Long Lee Jin-Seon Lim       | Taiwan Yu-Fen Chien Te-Ling Chang Hui-Shan Hung |
| 10000 m Punkte-Auss. | Chae-Yi Kuok                                                      | Carolina Upegui                                       | Nicole Begg                                     |
| 15000 m Ausscheidung | Carolina Upegui                                                   | Vanessa Montes                                        | Chae-Yi Kuok                                    |
| Straße               |                                                                   |                                                       |                                                 |
| 0200 m Einzelsprint  | Jercy Puello                                                      | Silvia Caglio                                         | Brittany Bowe                                   |
| 0500 m Sprint        | Silvia Caglio                                                     | Hui-Shan Hung                                         | Brittany Bowe                                   |
| 10000 m Staffel      | Vereinigte Staaten Brittany Bowe Kelly Gunther Heather Richardson | Kolumbien Carolina Upegui Jercy Puello Vanessa Montes | Taiwan Hui-Shan Hung Yu-Fen Chien Te-Ling Chang |
| 05000 m Punkte       | Chae-Yi Kuok                                                      | Carolina Upegui                                       | Cho-Long Lee                                    |
| 20000 m Ausscheidung | Brittany Bowe                                                     | Chae-Yi Kuok                                          | Vanessa Montes                                  |
| Langstrecke          |                                                                   |                                                       |                                                 |
| 42195 m Marathon     | Mi-Young Kim                                                      | Jercy Puello                                          | Cho-Long Lee                                    |

### Junioren
| Distanz              | Gold                                                              | Silber                                                          | Bronze                                                     |
| Bahn                 | Bahn                                                              | Bahn                                                            | Bahn                                                       |
| -------------------- | ----------------------------------------------------------------- | --------------------------------------------------------------- | ---------------------------------------------------------- |
| 0300 m Einzelsprint  | Marco Falcone                                                     | Simone Bellia                                                   | Han-Joon Um                                                |
| 0500 m Sprint        | Jorge Cifuentes                                                   | Marco Falcone                                                   | Edwin de Souza                                             |
| 01000 m Sprint       | Jorge Cifuentes                                                   | Martin Cordoba                                                  | Andres Muñoz                                               |
| 05000 m Staffel      | Vereinigte Staaten Sebastian Cano Jonathan Gorman Darren Kauffman | Venezuela Enoch Perez Javier Oyalbis Fabricio Ervitti           | Südkorea Han-Joon Um Hyo-Jin Kim Myung-Kyu Lee             |
| 10000 m Punkte-Auss. | Andres Muñoz                                                      | Daniele Sciarra                                                 | Darren Kauffman                                            |
| 15000 m Ausscheidung | Claudio Naselli                                                   | Andres Muñoz                                                    | Jorge Cifuentes                                            |
| Straße               |                                                                   |                                                                 |                                                            |
| 0200 m Einzelsprint  | Marco Falcone                                                     | Han-Joon Um                                                     | Simone Bellia                                              |
| 0500 m Sprint        | Marco Falcone                                                     | Jorge Cifuentes                                                 | Pierre Gallot                                              |
| 10000 m Staffel      | Frankreich Pierre Gallot Fabien Hascoet Nicolas Pelloquin         | Vereinigte Staaten Kyle Lazzell Jonathan Gorman Darren Kauffman | Italien Alessandro Gherardi Andrea Amabili Daniele Sciarra |
| 05000 m Punkte       | Andres Muñoz                                                      | Kwinten Tas                                                     | Daniele Sciarra                                            |
| 20000 m Ausscheidung | Andres Muñoz                                                      | Daniele Sciarra                                                 | Jonathan Gorman                                            |
| Langstrecke          |                                                                   |                                                                 |                                                            |
| 42195 m Marathon     | Andres Muñoz                                                      | Jorge Cifuentes                                                 | Javier Oyalbis                                             |

## Junioren-Weltmeisterschaften 2005
Die Junioren-Weltmeisterschaften wurden im chinesischen Suzhou ausgetragen. Die Wettkämpfe fanden vom 26. August bis 2. September 2005 statt. − Siehe auch: Weltmeisterschaften 2005

### Juniorinnen
| Distanz              | Gold               | Silber          | Bronze                                                 |
| Bahn                 | Bahn               | Bahn            | Bahn                                                   |
| -------------------- | ------------------ | --------------- | ------------------------------------------------------ |
| 0300 m Einzelsprint  | Heather Richardson | Brittany Bowe   | Desire Contenti                                        |
| 0500 m Sprint        | Heather Richardson | Brittany Bowe   | Yu-Ting Huang                                          |
| 01000 m Sprint       | Brittany Bowe      | Desire Contenti | Amber Yarborough                                       |
| 05000 m Staffel      | Vereinigte Staaten | Kolumbien       | Deutschland Sabine Berg Josephin Hönicke Sissy Schmidt |
| 10000 m Punkte-Auss. | Catherine Penan    | Nele Armée      | Carolina Upegui                                        |
| 15000 m Ausscheidung | Emily Scott        | Carolina Upegui | Brittany Bowe                                          |
| Straße               |                    |                 |                                                        |
| 0200 m Einzelsprint  | Brittany Bowe      | Desire Contenti | Brenda Salazar                                         |
| 0500 m Sprint        | Heather Richardson | Brenda Salazar  | Silvia Caglio                                          |
| 10000 m Staffel      | Vereinigte Staaten | Südkorea        | Taiwan                                                 |
| 10000 m Punkte       | Carolina Upegui    | Hui-Shan Hung   | Catherine Penan                                        |
| 20000 m Ausscheidung | Brittany Bowe      | Catherine Penan | Mi-Young Kim                                           |
| Langstrecke          |                    |                 |                                                        |
| 42195 m Marathon     | Brittany Bowe      | Carolina Upegui | Melisa Casas                                           |

### Junioren
| Distanz              | Gold             | Silber              | Bronze              |
| Bahn                 | Bahn             | Bahn                | Bahn                |
| -------------------- | ---------------- | ------------------- | ------------------- |
| 0300 m Einzelsprint  | Luis Moreno      | Simone Bellia       | Kevin Gauclin       |
| 0500 m Sprint        | Simone Bellia    | Marco Falcone       | Ingliberto Gonzalez |
| 01000 m Sprint       | Andres Muñoz     | Chad Horne          | Nicolas Pelloquin   |
| 05000 m Staffel      | Frankreich       | Italien             | Südkorea            |
| 10000 m Punkte-Auss. | Peter Micheal    | Alessandro Gherardi | Lorenzo Cassioli    |
| 15000 m Ausscheidung | Lorenzo Cassioli | Peter Micheal       | Andres Muñoz        |
| Straße               |                  |                     |                     |
| 0200 m Einzelsprint  | Simone Bellia    | Marco Falcone       | Ingliberto Gonzalez |
| 0500 m Sprint        | Marco Falcone    | Edwin de Souza      | Ingliberto Gonzalez |
| 10000 m Staffel      | Kolumbien        | Italien             | Frankreich          |
| 10000 m Punkte       | Hoon-Hee Lee     | Alessandro Gherardi | Fabien Hascoet      |
| 20000 m Ausscheidung | Andres Muñoz     | Alessandro Gherardi | Nicolas Pelloquin   |
| Langstrecke          |                  |                     |                     |
| 42195 m Marathon     | Andres Muñoz     | Lorenzo Cassioli    | Marco Falcone       |

## Junioren-Weltmeisterschaften 2006
Die Junioren-Weltmeisterschaften wurden im südkoreanischen Anyang ausgetragen. Die Wettkämpfe fanden vom 1. bis 9. September 2006 statt. − Siehe auch: Weltmeisterschaften 2006

### Juniorinnen
| Distanz              | Gold                                                      | Silber                                              | Bronze                                           |
| Bahn                 | Bahn                                                      | Bahn                                                | Bahn                                             |
| -------------------- | --------------------------------------------------------- | --------------------------------------------------- | ------------------------------------------------ |
| 0300 m Einzelsprint  | Heather Richardson                                        | Deidy Jaramillo                                     | Mi-Young Kim                                     |
| 0500 m Sprint        | Deidy Jaramillo                                           | Mi-Young Kim                                        | Shaneen Howard                                   |
| 01000 m Sprint       | Shaneen Howard                                            | Martina Taruscia                                    | Sara Vallejo                                     |
| 03000 m Staffel      | Südkorea                                                  | Vereinigte Staaten                                  | Argentinien                                      |
| 10000 m Punkte-Auss. | Catherine Penan                                           | Margarita Botero                                    | Seul Lee                                         |
| 15000 m Ausscheidung | Catherine Penan                                           | Carolina Upegui                                     | Margarita Botero                                 |
| Straße               |                                                           |                                                     |                                                  |
| 0200 m Einzelsprint  | Maria Jose Moya                                           | Deidy Jaramillo                                     | Jim-Ju Lim                                       |
| 0500 m Sprint        | Shaneen Howard                                            | Heather Richardson                                  | Victoria Rodriguez                               |
| 05000 m Staffel      | Kolumbien Martha Ramirez Carolina Upegui Margarita Botero | Chile Janine Ibanez Catherine Penan Maria Jose Moya | Deutschland Sabine Berg Maike Senft Mareike Thum |
| 10000 m Punkte       | Carolina Upegui                                           | Catherine Penan                                     | Briana Kramer                                    |
| 20000 m Ausscheidung | Catherine Penan                                           | Carolina Upegui                                     | Valeria Riffo                                    |
| Langstrecke          |                                                           |                                                     |                                                  |
| 42195 m Marathon     | Seul Lee                                                  | India Kuhn                                          | Heather Richardson                               |

### Junioren
| Distanz              | Gold                                            | Silber                                                            | Bronze                                              |
| Bahn                 | Bahn                                            | Bahn                                                              | Bahn                                                |
| -------------------- | ----------------------------------------------- | ----------------------------------------------------------------- | --------------------------------------------------- |
| 0300 m Einzelsprint  | Myung-Kyu Lee                                   | Andrea Peruzzo                                                    | Pedro Causil                                        |
| 0500 m Sprint        | Pedro Causil                                    | Myung-Kyu Lee                                                     | Johan Stuardo                                       |
| 01000 m Sprint       | Kyoung-Duck Kim                                 | Ioseba Fernandez                                                  | Johan Stuardo                                       |
| 03000 m Staffel      | Südkorea                                        | Niederlande                                                       | Vereinigte Staaten                                  |
| 10000 m Punkte-Auss. | Ki-Dong Kwak                                    | Peter Micheal                                                     | Nicolas Zamudio                                     |
| 15000 m Ausscheidung | Chun-Hee Um                                     | Ki-Dong Kwak                                                      | Antonio Ruales                                      |
| Straße               |                                                 |                                                                   |                                                     |
| 0200 m Einzelsprint  | Mikel Goñi                                      | Myung-Kyu Lee                                                     | Andrea Peruzzo                                      |
| 0500 m Sprint        | Myung-Kyu Lee                                   | Kyoung-Duck Kim                                                   | Agustin Sanjuan                                     |
| 05000 m Staffel      | Neuseeland D.J. Nation Peter Micheal Sam Wright | Argentinien Nahuel Caporaletti Agustin Sanjuan Ezequiel Capellano | Südkorea Mi-Young Kim Kyoung-duck Kim Myung-Kyu Lee |
| 10000 m Punkte       | Nicolas Zamudio                                 | D.J. Nation                                                       | Rolando Ossandon                                    |
| 20000 m Ausscheidung | Peter Micheal                                   | Nicolas Zamudio                                                   | Davide Amabili                                      |
| Langstrecke          |                                                 |                                                                   |                                                     |
| 42195 m Marathon     | Peter Micheal                                   | Ewen Fernandez                                                    | Ju-Kim Kim                                          |

## Junioren-Weltmeisterschaften 2007
Die Junioren-Weltmeisterschaften wurden im kolumbianischen Cali ausgetragen. Die Bahn-Wettkämpfe fanden vom 18. bis 20. August 2007 und die Straßen-Wettkämpfe vom 22. bis 25. August 2007 statt. − Siehe auch: Weltmeisterschaften 2007

### Juniorinnen
| Distanz              | Gold                                                  | Silber                                                         | Bronze                                                              |
| Bahn                 | Bahn                                                  | Bahn                                                           | Bahn                                                                |
| -------------------- | ----------------------------------------------------- | -------------------------------------------------------------- | ------------------------------------------------------------------- |
| 0300 m Einzelsprint  | Elizabeth Arnedo                                      | Mariah Richardson                                              | Sara Vallejo                                                        |
| 0500 m Sprint        | Mi-Young Kim                                          | Francesca Lollobrigida                                         | So-Yeong Shin                                                       |
| 01000 m Sprint       | Mi-Young Kim                                          | Yi-Seul An                                                     | Sara Vallejo                                                        |
| 03000 m Staffel      | Taiwan Ho-Cheng Yang Ho-Ping Yang I-Pei Liu           | Kolumbien Margarita Botero Maria Salazar Valencia Botero       | Vereinigte Staaten Briana Kramer Alexandra Harris Mariah Richardson |
| 10000 m Punkte-Auss. | Seul-Ki Kook                                          | Seul Lee                                                       | Roberta Casu                                                        |
| 15000 m Ausscheidung | Maria Salazar                                         | Seul-Ki Kook                                                   | Valeria Riffo                                                       |
| Straße               |                                                       |                                                                |                                                                     |
| 0200 m Einzelsprint  | Sara Vallejo                                          | Victoria Rodriguez                                             | So-Yeong Shin                                                       |
| 0500 m Sprint        | So-Yeong Shin                                         | Francesca Lollobrigida                                         | Ornela Vicoli                                                       |
| 05000 m Staffel      | Kolumbien Margarita Botero Maria Salazar Sara Vallejo | Italien Francesca Bettrone Francesca Lollobrigida Roberta Casu | Südkorea Mi-Young Kim Seul Lee Seul-Ki Kook                         |
| 10000 m Punkte       | Maria Salazar                                         | Roberta Casu                                                   | Briana Kramer                                                       |
| 20000 m Ausscheidung | Sabine Berg                                           | Francesca Lollobrigida                                         | Mi-Young Kim                                                        |
| Langstrecke          |                                                       |                                                                |                                                                     |
| 42195 m Marathon     | Francesca Lollobrigida                                | Roberta Casu                                                   | Mi-Young Kim                                                        |

### Junioren
| Distanz              | Gold                                                    | Silber                                                  | Bronze                                                 |
| Bahn                 | Bahn                                                    | Bahn                                                    | Bahn                                                   |
| -------------------- | ------------------------------------------------------- | ------------------------------------------------------- | ------------------------------------------------------ |
| 0300 m Einzelsprint  | Pedro Causil                                            | Daniel Grieg                                            | Carlos Puerto                                          |
| 0500 m Sprint        | Pedro Causil                                            | Carlos Puerto                                           | Leonardo Bonato                                        |
| 01000 m Sprint       | Bong-Ju Choi                                            | Davide Amabili                                          | Joseph Izquierdo                                       |
| 03000 m Staffel      | Italien Davide Amabili Marco Rebagliati Riccardo Bugari | Vereinigte Staaten Chad Horne Colin Thomas Keith Karoll | Venezuela Enrique Flores Gerardo Galvis Hernán Salazar |
| 10000 m Punkte-Auss. | Young-Su Won                                            | Davide Amabili                                          | Bart Swings                                            |
| 15000 m Ausscheidung | Ki-Dong Kwak                                            | Young-Su Won                                            | Carlos Puerto                                          |
| Straße               |                                                         |                                                         |                                                        |
| 0200 m Einzelsprint  | Daniel Grieg                                            | Pedro Causil                                            | Bong-Ju Choi                                           |
| 0500 m Sprint        | Pedro Causil                                            | Carlos Puerto                                           | Leonardo Bonato                                        |
| 05000 m Staffel      | Italien Riccardo Bugari Marco Rebagliati Davide Amabili | Kolumbien Joseph Izquierdo Pedro Causil Carlos Puerto   | Südkorea Ki-Dong Kwak Young-Su Won Bong-Ju Choi        |
| 10000 m Punkte       | Bart Swings                                             | Davide Amabili                                          | Koen Verweij                                           |
| 20000 m Ausscheidung | Riccardo Bugari                                         | Bart Swings                                             | Koen Verweij                                           |
| Langstrecke          |                                                         |                                                         |                                                        |
| 42195 m Marathon     | Carlos Puerto                                           | Joseph Izquierdo                                        | Ki-Dong Kwak                                           |

## Junioren-Weltmeisterschaften 2008
Die Junioren-Weltmeisterschaften wurden im spanischen Gijón ausgetragen. Die Bahn-Wettkämpfe fanden vom 4. bis 6. September 2008 und die Straßen-Wettkämpfe vom 8. bis 12. September 2008 statt. − Siehe auch: Weltmeisterschaften 2008

### Juniorinnen
| Distanz              | Gold                                                 | Silber                                                              | Bronze                                                               |
| Bahn                 | Bahn                                                 | Bahn                                                                | Bahn                                                                 |
| -------------------- | ---------------------------------------------------- | ------------------------------------------------------------------- | -------------------------------------------------------------------- |
| 0300 m Einzelsprint  | Carolina Magana                                      | So-Yeong Shin                                                       | Yi-seul An                                                           |
| 0500 m Sprint        | So-Yeong Shin                                        | Mariah Richardson                                                   | Erin Jackson                                                         |
| 01000 m Sprint       | So-Yeong Shin                                        | Yi-seul An                                                          | Francesca Bettrone                                                   |
| 03000 m Staffel      | Südkorea So-Yeong Shin Yi-Seul An Jeong-Eon Park     | Kolumbien Luisa Agudelo Rommy Munoz Maria Mendoza                   | Italien Francesca Bettrone Giuliana de Blasio Francesca Lollobrigida |
| 10000 m Punkte-Auss. | Luisa Agudelo                                        | Rommy Munoz                                                         | Mareike Thum                                                         |
| 15000 m Ausscheidung | Mareike Thum                                         | Briana Kramer                                                       | Francesca Lollobrigida                                               |
| Straße               |                                                      |                                                                     |                                                                      |
| 0200 m Einzelsprint  | Giulia Bongiorono                                    | Victoria Rodriguez                                                  | Mariah Richardson                                                    |
| 0500 m Sprint        | Carolina Magana                                      | Victoria Rodriguez                                                  | Mariah Richardson                                                    |
| 05000 m Staffel      | Kolumbien Luisa Agudelo Maria Mendoza Melisa Ramirez | Vereinigte Staaten Mariah Richardson Alexandra Harris Briana Kramer | Italien Francesca Bettrone Francesca Lollobrigida Andrea Trafeli     |
| 10000 m Punkte       | Lee Seul                                             | Giuliana de Blasio                                                  | Mareike Thum                                                         |
| 20000 m Ausscheidung | Lee Seul                                             | Mareike Thum                                                        | Francesca Lollobrigida                                               |
| Langstrecke          |                                                      |                                                                     |                                                                      |
| 42195 m Marathon     | Lee Seul                                             | Mareike Thum                                                        | Francesca Bettrone                                                   |

### Junioren
| Distanz              | Gold                                                      | Silber                                                    | Bronze                                              |
| Bahn                 | Bahn                                                      | Bahn                                                      | Bahn                                                |
| -------------------- | --------------------------------------------------------- | --------------------------------------------------------- | --------------------------------------------------- |
| 0300 m Einzelsprint  | Pedro Causil                                              | Bong-jui Choi                                             | Sebastian Arce                                      |
| 0500 m Sprint        | Pedro Causil                                              | Sebastian Arce                                            | Elton de Souza                                      |
| 01000 m Sprint       | Sebastian Arce                                            | Pedro Causil                                              | Bart Swings                                         |
| 03000 m Staffel      | Kolumbien Sebastian Arce Pedro Causil Carlos Perez        | Italien Andrea Andreotti Andrea Angeletti Riccardo Bugari | Taiwan Jen-Tse Yu Chun-Chen Chang Tsung-Min Tsai    |
| 10000 m Punkte-Auss. | Riccardo Bugari                                           | Ki-Dong Kwak                                              | Bart Swings                                         |
| 15000 m Ausscheidung | Bart Swings                                               | Riccardo Bugari                                           | Daniel Zapata                                       |
| Straße               |                                                           |                                                           |                                                     |
| 0200 m Einzelsprint  | Daniel Grieg                                              | Pedro Causil                                              | Sebastian Arce                                      |
| 0500 m Sprint        | Pedro Causil                                              | Sebastian Arce                                            | Bart Swings                                         |
| 05000 m Staffel      | Italien Andrea Andreotti Riccardo Bugari Marco Maroncelli | Belgien Bart Swings Wannes van Praet Jore van den Berghe  | Kolumbien Sebastian Arce Pedro Causil Daniel Zapata |
| 10000 m Punkte       | Bart Swings                                               | Riccardo Bugari                                           | Jorge Fernández                                     |
| 20000 m Ausscheidung | Bart Swings                                               | Riccardo Bugari                                           | Andrea Andreotti                                    |
| Langstrecke          |                                                           |                                                           |                                                     |
| 42195 m Marathon     | Jen-Tse Yu                                                | Wannes van Praet                                          | Riccardo Bugari                                     |

## Junioren-Weltmeisterschaften 2009
Nachdem die Schweiz (Weinfelden und Zürich) die Ausrichtung der Junioren-Weltmeisterschaften zurückgezogen hatte, wurde das chinesische Haining neuer Austragungsort − Siehe auch: Weltmeisterschaften 2009

### Juniorinnen
| Distanz              | Gold                                        | Silber                                                        | Bronze                                                       |
| Bahn                 | Bahn                                        | Bahn                                                          | Bahn                                                         |
| -------------------- | ------------------------------------------- | ------------------------------------------------------------- | ------------------------------------------------------------ |
| 0300 m Einzelsprint  | So-Yeong Shin                               | Yi-Seul An                                                    | Carolina Magana                                              |
| 0500 m Sprint        | Erin Jackson                                | Yi-Seul An                                                    | Paola Serrano                                                |
| 01000 m Sprint       | Yi-Seul An                                  | So-Yeong Shin                                                 | Paola Serrano                                                |
| 03000 m Staffel      | Südkorea So-Yeong Shin Yi-Seul An Ga-Ram Yu | Kolumbien Paola Serrano Rommy Munoz Carolina Magana           | Vereinigte Staaten Erin Jackson Alexandra Harris Sophie Webb |
| 10000 m Punkte-Auss. | Ga-Ram Yu                                   | So-Yun Cho                                                    | Fan Zhilin                                                   |
| 15000 m Ausscheidung | Paola Serrano                               | Ga-Ram Yu                                                     | Meng-Chu Li                                                  |
| Straße               |                                             |                                                               |                                                              |
| 0200 m Einzelsprint  | Yi-Seul An                                  | Carolina Magana                                               | So-Yeong Shin                                                |
| 0500 m Sprint        | Yi-Seul An                                  | Erin Jackson                                                  | Elizabeth Arnedo                                             |
| 05000 m Staffel      | Taiwan Meng-Chu Li Guan Yingrong Fan Zhilin | Vereinigte Staaten Megan Gillis Alexandra Harris Erin Jackson | Kolumbien Paola Serrano Rommy Munoz Carolina Magana          |
| 10000 m Punkte       | Ga-Ram Yu                                   | Meng-Chu Li                                                   | So-Yun Cho                                                   |
| 20000 m Ausscheidung | Rommy Munoz                                 | Paola Serrano                                                 | Giuliana de Blasio                                           |
| Langstrecke          |                                             |                                                               |                                                              |
| 42195 m Marathon     | Chuqian Fan                                 | Lisha Li                                                      | Meng-Chu Li                                                  |

### Junioren
| Distanz              | Gold                                             | Silber                                               | Bronze                                                         |
| Bahn                 | Bahn                                             | Bahn                                                 | Bahn                                                           |
| -------------------- | ------------------------------------------------ | ---------------------------------------------------- | -------------------------------------------------------------- |
| 0300 m Einzelsprint  | Song Qingyang                                    | Bong-Ju Choi                                         | Jore van den Berghe                                            |
| 0500 m Sprint        | Song Qingyang                                    | Bong-Ju Choi                                         | Jore van den Berghe                                            |
| 01000 m Sprint       | Song Qingyang                                    | Jore van den Berghe                                  | Zhao Zhuzhen                                                   |
| 03000 m Staffel      | Taiwan Song Qingyang Zhao Zhuzhen Cheng Yancheng | Kolumbien Diego Montoya Alejandro Torres Oscar Cobos | Vereinigte Staaten Jonathan Blair Justin Mannon Mario Valencia |
| 10000 m Punkte-Auss. | Gwang-Ho Choi                                    | Oscar Cobos                                          | Justin Mannon                                                  |
| 15000 m Ausscheidung | Gwang-Ho Choi                                    | Sang-Cho Wang                                        | Justin Mannon                                                  |
| Straße               |                                                  |                                                      |                                                                |
| 0200 m Einzelsprint  | Ju-Choi Bong                                     | Song Qingyang                                        | Gyu-Ryu Heon                                                   |
| 0500 m Sprint        | Michael Locci                                    | Mauro Corselli                                       | Eban Jackson                                                   |
| 05000 m Staffel      | Südkorea Ju-Choi Bong Gyu-Ryu Heon Hu-Im Jeong   | Belgien Tim Sibiet Siemen Tas Jore van den Berghe    | Italien Mauro Corselli Michael Locci Pablo Tussetto            |
| 10000 m Punkte       | Gwang-Ho Choi                                    | Jong-Jung Hun                                        | Martyn Dias                                                    |
| 20000 m Ausscheidung | Oscar Cobos                                      | Sang-Cho Woo                                         | Gwang-Ho Choi                                                  |
| Langstrecke          |                                                  |                                                      |                                                                |
| 42195 m Marathon     | Song Qingyang                                    | Livio Wenger                                         | Alejandro Torres                                               |

## Junioren-Weltmeisterschaften 2010
Die Junioren-Weltmeisterschaften 2010 fanden vom 20. bis 30. Oktober 2010 im kolumbianischen  Guarne statt.

### Juniorinnen
| Distanz              | Gold                                                 | Silber                                                       | Bronze                                               |
| Bahn                 | Bahn                                                 | Bahn                                                         | Bahn                                                 |
| -------------------- | ---------------------------------------------------- | ------------------------------------------------------------ | ---------------------------------------------------- |
| 0300 m Einzelsprint  | Yessenia Escobar                                     | Estefania Hurtado                                            | Solymar Vivas                                        |
| 0500 m Sprint        | Estefania Hurtado                                    | Yessenia Escobar                                             | Solymar Vivas                                        |
| 01000 m Sprint       | Estefania Hurtado                                    | Paola Serrano                                                | Ga-Ram Lee                                           |
| 03000 m Staffel      | Kolumbien Paola Serrano Johana Viveros Aura Quintana | Vereinigte Staaten Kimberly Goetz Hailey Leech Darian O’Neil | Italien Sofia D’Annibale Valentina Fede Anna Giroldi |
| 10000 m Punkte-Auss. | Natalia Giraldo                                      | Meng-Chu Li                                                  | Aura Quintana                                        |
| 15000 m Ausscheidung | Paola Serrano                                        | Natalie Giraldo                                              | Katharina Rumpus                                     |
| Straße               |                                                      |                                                              |                                                      |
| 0200 m Einzelsprint  | Solymar Vivas                                        | Yessenia Escobar                                             | Estefania Hurtado                                    |
| 0500 m Sprint        | Anghie Perez                                         | Meng-Chu Li                                                  | Solymar Vivas                                        |
| 05000 m Staffel      | Kolumbien                                            | Südkorea                                                     | Italien                                              |
| 10000 m Punkte       | Meng-Chu Li                                          | Natalia Giraldo                                              | Katharina Rumpus                                     |
| 20000 m Ausscheidung | Paola Serrano                                        | Katharina Rumpus                                             | Johana Viveros                                       |
| Langstrecke          |                                                      |                                                              |                                                      |
| 42195 m Marathon     | Johana Viveros                                       | Paola Serrano                                                | Natalia Giraldo                                      |

### Junioren
| Distanz              | Gold                                           | Silber                                              | Bronze                                                         |
| Bahn                 | Bahn                                           | Bahn                                                | Bahn                                                           |
| -------------------- | ---------------------------------------------- | --------------------------------------------------- | -------------------------------------------------------------- |
| 0300 m Einzelsprint  | Juan Camilo Perez                              | Nicolas Bermudez                                    | Pierre Benjamin                                                |
| 0500 m Sprint        | Nicolas Bermudez                               | Edwin Estrada                                       | Mauro Corselli                                                 |
| 01000 m Sprint       | Min-Yong Park                                  | Brayan Garzon                                       | Mario Valencia                                                 |
| 03000 m Staffel      | Südkorea Jeong-Hun Im Min-Su Kim Min-Yong Park | Kolumbien Nicolas Bermudez Boris Peña Brayan Garzon | Vereinigte Staaten Brandon Hall Andrew Valinsky Mario Valencia |
| 10000 m Punkte-Auss. | Sang-Cheol Lee                                 | Boris Peña                                          | Livio Wenger                                                   |
| 15000 m Ausscheidung | Boris Peña                                     | Min-Yong Park                                       | Mario Valencia                                                 |
| Straße               |                                                |                                                     |                                                                |
| 0200 m Einzelsprint  | Juan Camilo Perez                              | Pierre Benjamin                                     | Jeong-Hun Im                                                   |
| 0500 m Sprint        | Edwin Estrada                                  | Pierre Benjamin                                     | Jeong-Hun Im                                                   |
| 05000 m Staffel      | Südkorea                                       | Vereinigte Staaten                                  | Taiwan                                                         |
| 10000 m Punkte       | Tomy Lepine                                    | Mario Valencia                                      | Tsung-Nan Lin                                                  |
| 20000 m Ausscheidung | Sang-Cheol Lee                                 | Aurelien Roumagnac                                  | Mario Valencia                                                 |
| Langstrecke          |                                                |                                                     |                                                                |
| 42195 m Marathon     | Mario Valencia                                 | Min-Yong Park                                       | Alex Cujavante                                                 |

## Junioren-Weltmeisterschaften 2011
Die Junioren-Weltmeisterschaften 2011 fanden vom 30. August bis 5. September im südkoreanischen  Yeosu statt.

### Juniorinnen
| Distanz              | Gold                                                      | Silber                                        | Bronze                                                         |
| Bahn                 | Bahn                                                      | Bahn                                          | Bahn                                                           |
| -------------------- | --------------------------------------------------------- | --------------------------------------------- | -------------------------------------------------------------- |
| 0300 m Einzelsprint  | So-Yeong Shin                                             | Yessenia Escobar                              | Estefania Hurtado                                              |
| 0500 m Sprint        | So-Yeong Shin                                             | Magda Garces                                  | Ying-Jung Kuan                                                 |
| 01000 m Sprint       | So-Yeong Shin                                             | Jung-Eun An                                   | Yessenia Escobar                                               |
| 03000 m Staffel      | Kolumbien Paola Serrano Yessenia Escobar Natalia Giraldo  | Südkorea Jung-Eun An Ga-Ram Lee So-Yeong Shin | Deutschland Alisa Gutermuth Katharina Rumpus Laethisia Schimek |
| 10000 m Punkte-Auss. | Ga-Ram Yu                                                 | Natalia Giraldo                               | So-Yeong Lee                                                   |
| 15000 m Ausscheidung | Paola Serrano                                             | Meng-Chu Li                                   | So-Yun Cho                                                     |
| Straße               |                                                           |                                               |                                                                |
| 0200 m Einzelsprint  | Magda Garces                                              | So-Yeong Shin                                 | Yessenia Escobar                                               |
| 0500 m Sprint        | Yessenia Escobar                                          | Magda Garces                                  | Solymar Vivas                                                  |
| 05000 m Staffel      | Kolumbien Natalia Giraldo Estefania Hurtado Paola Serrano | Südkorea Jung-Eun An Ga-Ram Yu So-Yeong Shin  | Deutschland Alisa Gutermuth Katharina Rumpus Laethisia Schimek |
| 10000 m Punkte       | Ga-Ram Yu                                                 | So-Yeong Lee                                  | Marie Poidevin                                                 |
| 20000 m Ausscheidung | Natalia Giraldo                                           | Paola Serrano                                 | Meng-Chu Li                                                    |
| Langstrecke          |                                                           |                                               |                                                                |
| 42195 m Marathon     | Katharina Rumpus                                          | Ga-Ram Yu                                     | Yi-Hsuan Liu                                                   |

### Junioren
| Distanz              | Gold                                                | Silber                                             | Bronze                                                          |
| Bahn                 | Bahn                                                | Bahn                                               | Bahn                                                            |
| -------------------- | --------------------------------------------------- | -------------------------------------------------- | --------------------------------------------------------------- |
| 0300 m Einzelsprint  | Bong-Ju Choi                                        | Andrés Agudelo                                     | Darren de Souza                                                 |
| 0500 m Sprint        | Andres Campo                                        | Juan Camilo Perez                                  | Bong-Ju Choi                                                    |
| 01000 m Sprint       | Bong-Ju Choi                                        | Andres Campo                                       | Min-Yong Park                                                   |
| 03000 m Staffel      | Südkorea Bong-Ju Choi Heon-Gyu Ryu Do-Bong Park     | Kolumbien Andres Campo Boris Peña Andrés Agudelo   | Taiwan Chen Yancheng Yusheng Lee Tsucheng Chao                  |
| 10000 m Punkte-Auss. | Chen Yancheng                                       | Boris Peña                                         | Andrew Valinsky                                                 |
| 15000 m Ausscheidung | Min-Yong Park                                       | Sang-Cheol Lee                                     | Chen Yancheng                                                   |
| Straße               |                                                     |                                                    |                                                                 |
| 0200 m Einzelsprint  | Emanuelle Silva                                     | Andrés Agudelo                                     | Bong-Ju Choi                                                    |
| 0500 m Sprint        | Juan Camilo Perez                                   | Tsucheng Chao                                      | Andres Campo                                                    |
| 05000 m Staffel      | Kolumbien Andrés Agudelo Andres Campo Daniel Molina | Südkorea Bong-Ju Choi Sang-Cheol Lee Hong-Rae Jung | Vereinigte Staaten Justin Mannon Mario Valencia Andrew Valinsky |
| 10000 m Punkte       | Chen Yancheng                                       | Sang-Cheol Lee                                     | Tim Sibiet                                                      |
| 20000 m Ausscheidung | Tsucheng Chao                                       | Hugo Ramirez                                       | Mario Valencia                                                  |

## Junioren-Weltmeisterschaften 2012
Die Junioren-Weltmeisterschaften 2012 fanden vom 08. bis 15. September im italienischen  Ascoli Piceno und San Benedetto del Tronto statt.

### Juniorinnen
| Distanz              | Gold                                                        | Silber                                                      | Bronze                                                      |
| Bahn                 | Bahn                                                        | Bahn                                                        | Bahn                                                        |
| -------------------- | ----------------------------------------------------------- | ----------------------------------------------------------- | ----------------------------------------------------------- |
| 0300 m Einzelsprint  | Linda Rossi                                                 | Magda Garces                                                | Ying-Jung Kuan                                              |
| 0500 m Sprint        | Yessenia Escobar                                            | Magda Garces                                                | Carlotta Simbula                                            |
| 01000 m Sprint       | Magda Garces                                                | Katharina Rumpus                                            | Sofia D’Annibale                                            |
| 03000 m Staffel      | Kolumbien Magda Garces Fabriana Arias Natalia Giraldo       | Taiwan Yen-Tzu Chu Ching-Ting Chang Yi-Husan Liu            | Italien Sofia D’Annibale Arianna Piazza Giulia Lollobrigida |
| 10000 m Punkte-Auss. | Fabriana Arias                                              | Ga-Ram Yu                                                   | Deborah Marchand                                            |
| 15000 m Ausscheidung | Natalia Giraldo                                             | Giulia Lollobrigida                                         | Ga-Ram Yu                                                   |
| Straße               |                                                             |                                                             |                                                             |
| 0200 m Einzelsprint  | Yessenia Escobar                                            | Linda Rossi                                                 | Magda Garces                                                |
| 0500 m Sprint        | Magda Garces                                                | Yessenia Escobar                                            | Alisa Gutermuth                                             |
| 05000 m Staffel      | Deutschland Alisa Gutermuth Katharina Rumpus Carolin Zielke | Italien Sofia D’Annibale Arianna Piazza Giulia Lollobrigida | Südkorea Kyung-Ok Yang Ga-Ram Yu So-Yeong Lee               |
| 10000 m Punkte       | Fabriana Arias                                              | Ying-Jung Kuan                                              | Ga-Ram Yu                                                   |
| 20000 m Ausscheidung | Fabriana Arias                                              | Sofia D’Annibale                                            | So-Yeong Lee                                                |
| Langstrecke          |                                                             |                                                             |                                                             |
| 42195 m Marathon     | Katharina Rumpus                                            | Ga-Ram Yu                                                   | Yi-Hsuan Liu                                                |

### Junioren
| Distanz              | Gold                                                | Silber                                                     | Bronze                                            |
| Bahn                 | Bahn                                                | Bahn                                                       | Bahn                                              |
| -------------------- | --------------------------------------------------- | ---------------------------------------------------------- | ------------------------------------------------- |
| 0300 m Einzelsprint  | Andres Campo                                        | Juan Camilo Perez                                          | Simon Albrecht                                    |
| 0500 m Sprint        | Juan Camilo Perez                                   | Andres Campo                                               | Min-Su Kim                                        |
| 01000 m Sprint       | Andrés Jiménez                                      | Livio Wenger                                               | Mario Valencia                                    |
| 03000 m Staffel      | Kolumbien Andrés Jiménez Boris Peña Manuel Saavedra | Südkorea Min-Su Kim Do-Bong Park Hong-Rae Jung             | Taiwan Yu Hua Liu Tsu Cheng Chao Shao Chun Chuang |
| 10000 m Punkte-Auss. | Hong-Rae Jung                                       | Livio Wenger                                               | Boris Peña                                        |
| 15000 m Ausscheidung | Boris Peña                                          | Sang-Cheol Lee                                             | Hugo Ramirez                                      |
| Straße               |                                                     |                                                            |                                                   |
| 0200 m Einzelsprint  | Juan Camilo Perez                                   | Andres Campo                                               | Darren de Souza                                   |
| 0500 m Sprint        | Andres Campo                                        | Lucas Silva                                                | Lars Scheenstra                                   |
| 05000 m Staffel      | Kolumbien Boris Peña Andres Campo Manuel Saavedra   | Niederlande Luc ter Haar Lars Scheenstra Gerco van de Beek | Chile Hugo Ramirez Camilo Diaz Lucas Silva        |
| 10000 m Punkte       | Sang-Cheol Lee                                      | Alessio Paciolla                                           | Hong-Rae Jung                                     |
| 20000 m Ausscheidung | Hugo Ramirez                                        | Boris Peña                                                 | Sang-Cheol Lee                                    |
| Langstrecke          |                                                     |                                                            |                                                   |
| 42195 m Marathon     | Tsu Cheng Chao                                      | Mike Páez                                                  | Juan Camilo Perez                                 |

## Junioren-Weltmeisterschaften 2013
Die Junioren-Weltmeisterschaften wurden im belgischen Ostende ausgetragen. Die Wettkämpfe fanden vom 21. bis 31. August 2013 statt. − Siehe auch: Weltmeisterschaften 2013